# Merystemoidy
Merystemoidy – u roślin grupy komórek, tworzących miejsca w obrębie tkanek stałych, w których następuje ich różnicowanie się w kierunku bardziej wyspecjalizowanych. Zwykle dochodzi do zahamowania różnicowania się komórek w okolicy merystemoidu (zwanej strefą hamowania), co skutkuje równomiernym rozłożeniem struktur powstających z merystemoidu. Powstawać z nich mogą zawiązki liści lub promienie rdzeniowe. Z merystemoidów epidermalnych powstają różne twory epidermy takie jak aparaty szparkowe lub włoski. 